# John Christopher

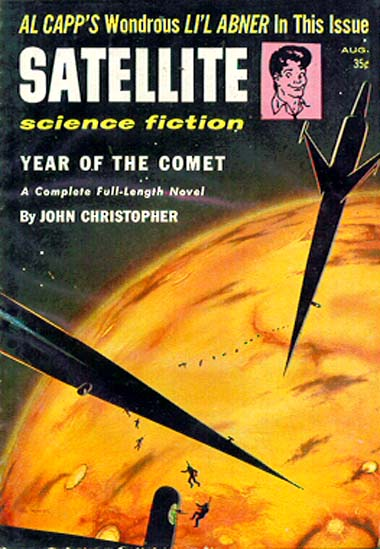
A The Year of the Comet a Satellite Science Fiction 1957. augusztusi száma címlapján

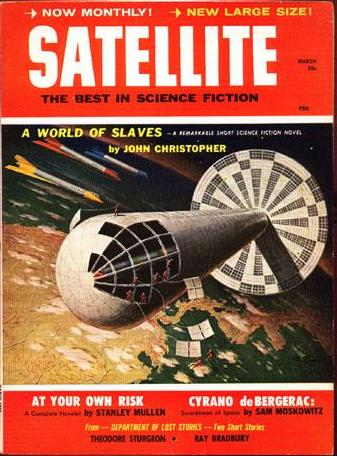
Az A World of Slaves a Satellite Science Fiction 1959. márciusi száma címlapján

Sam Youd, közismert írói álneve: John Christopher (Huyton, 1922. április 16. – Bath, 2012. február 3.) angol tudományos-fantasztikus író.

## Élete
Winchesterben, a Peter Symonds' Schoolban tanult, ezután 1941 és 1946 közt katonai szolgálatot teljesített. A Rockefeller Alapítvány ösztöndíja lehetővé tette számára, hogy írói karriert építsen. Első nyomtatásban megjelent munkája a The Winter Swan volt 1949-ben, ezt Christopher Youd álnév alatt jelentette meg. 1951-től már John Christopherként írt tudományos-fantasztikus írásokat. Első kötete, amelyet e név alatt publikált a Year of the Comet című regény volt 1955-ben. Második regénye, a The Death of Grass (1956) volt az első igazi írói sikere. A mű 1957-ben az Amerikai Egyesült Államokban is megjelent No Blade of Grass címmel. Egy amerikai magazin még ebben az évben megjelentette a Year of the Comet-et is, e műve Amerikában könyvformátumban az Avon Pressnél 1959-ben jelent meg Planet in Peril címen. 
Youd csaknem egész fantasztikus irodalmi pályafutása alatt a John Christopher írói álnevet használta. The Death of Grass című regénye számtalan utánközlést ért meg, 2009-ben a Penguin Modern Classics sorozatban is megjelent. Youd 1966-ban serdülők számára kezdett fantasztikus írásokat alkotni, itt is kizárólag a John Christopher álnevet használva. A The Tripods trilógia (1967–1968), a The Lotus Caves (1969), a The Guardians (1970) és a Swords of the Spirits trilógia (1971–1972) kedvező fogadtatásra talált az olvasók körében. The Guardians című regénye gyermekirodalmi díjat nyert. 1976-ban elnyerte a Deutscher Jugendliteraturpreist, szintén a The Guardians-ért. E munkája németül is megjelent Die Wächter címen. 
1946-ban vette feleségül Joyce Fairbairnt, öt gyermekük született, egy fiú és négy lány. 1978-ban elvált, második felesége Jessica Ball volt. Húgyhólyagrák szövődményeibe halt bele.
The Death of Grass című munkáját Amerikában filmesítették meg a mű amerikai kiadása címén, No Blade of Grass (1970), a rendező Cornel Wilde volt. The Tripods című munkáját részben az angol televízió egy sorozata dolgozta fel, Empty World című regényéből a német televízió készített tévéjátékot 1987-ben Leere Welt címmel. A The Guardians-ból szintén a német televízió forgatott sorozatot Die Wächter címen. A Lotus Caves-ből a Walden Media forgatott filmet 2007-ben, Rpin Suwannath rendezésében. Később, 2013-ban egy pilotepizód készült a The Lotus Caves-ből, High Moon címen. A pilotot nem követte sorozat, de 2014-ben a SyFy és a Netflix is bemutatta.

## Magyarul megjelent művei
- Veszélyben a bolygó (regény, Galaktika Baráti Kör Könyvklub, Móra Kiadó, 1994)
- Fegyver (novella, Galaktika 19., 1976)
- Egyetlen fűszál se... (regény, Galaktika 84–86., folytatásokban, 1987)
- Rokon lelkek (novella, Galaktika 264., 2012)

## Fordítás
- Ez a szócikk részben vagy egészben  a   John Christopher című angol Wikipédia-szócikk ezen változatának fordításán alapul.  Az eredeti cikk szerkesztőit annak laptörténete sorolja fel. Ez a jelzés csupán a megfogalmazás eredetét és a szerzői jogokat jelzi, nem szolgál a cikkben szereplő információk forrásmegjelöléseként.